# ساعة رضا (فلم)
ساعة رضا فيلم كوميدي مصري من إنتاج سنة 2019. الفيلم من إخراج هاني حمدي، وتأليف هشام يحيى، وإنتاج أحمد السبكي، ومن بطولة أحمد فتحي، ومحمد ثروت، وهالة فاخر، ودينا فؤاد، وشيماء سيف.

## ملخص القصة
تدور الأحداث في إطار كوميدي داخل حي شعبي، حيث "رضا" وهو شاب بسيط يعمل ميكانيكي بورشة يقع في حب إحدى الفتيات وهي "نور"، يجد منبه قديم يحتوي على تعويذة تجعله يعود بالزمن إلى الوراء، وهنا يجد ضالته لكي يفوز بقلب الفتاة التي يحبها، لكن هذا يجعله يدخل في العديد من المواقف نتيجة المفارقات التي تقع له.

## طاقم التمثيل
- أحمد فتحي
- محمد ثروت
- هالة فاخر
- دينا فؤاد
- شيماء سيف
- طاهر أبو ليلة
- طارق صبري
- إسلام إبراهيم
- بدوي فهمي
- سامر المنياوي
- أحمد السبكي
- بدر فاروق
- جمال هاشم
- أحمد عبدالمنعم
- شيماء حمدي
- هبة رحال
- أحمد الحسيني
- سمر علي
- عبير منير
- أحمد عبد الهادي
- أحمد عبد الله
- حمدي العربي
- زكي لوجو
- حسن الرداد
- أحمد عبد المنعم
- كريم فهمي
- صبري عبد المنعم

## الإنتاج
كتب هشام يحيى قصة وسيناريو الفيلم، وكان الفيلم من إخراج هاني حمدي. المنتج أحمد السبكي.

## وصلات خارجية
- طاقم العمل الخاص بالفيلم
- مقالات تستعمل روابط فنية بلا صلة مع ويكي بيانات